# Salvatore Ghinelli
Salvatore Ghinelli (Rimini, 7 marzo 1873 – Rimini, 8 marzo 1939) è stato un cuoco italiano.

## Biografia
Salvatore Ghinelli, più noto a Rimini col nomignolo di “e' Gnaf” (letteralmente “il Camuso”), fece il suo apprendistato nel rinomato albergo-ristorante Leon d'Oro, in piazza Cavour. Dopo essersi perfezionato in diversi altri alberghi e sulle navi passeggeri, entrò al servizio della principessa di Venosa, intima di Gabriele D'Annunzio. Si dice che il poeta andasse matto per alcuni piatti cucinati da Ghinelli. Tornato a Rimini, Ghinelli aprì dapprima una modesta ma frequentata trattoria nel vicolo Valloni, poi, finalmente, il ristorante “San Michele”, nel vicolo omonimo dietro piazza Tre Martiri, allora Giulio Cesare.
Salvatore Ghinelli morì nel 1939, all'età di sessantasei anni. Il ristorante fu ereditato, insieme al soprannome, dal nipote e aiuto Adamo Ghinelli (1905-1974), che calcò fedelmente le orme dello zio paterno.

## Il manualeL'apprendista cuciniere
Nel 1928, presso l'editore Bietti di Milano, Ghinelli pubblicò L'apprendista cuciniere, un ampio manuale di cucina «per famiglie, ristoranti, alberghi, pensioni» (come recita il sottotitolo), in cui riversò la sua solida esperienza e la sua non disprezzabile creatività. Nella prefazione, con lodevole modestia, Ghinelli dichiara che non ha la pretesa «di insegnare alla perfezione l'Arte della Cucina, che è assai difficile», ma si accontenta di «dare una mano» al lettore, dilettante o professionista che sia. Il ricettario non vuol essere «un capolavoro», bensì «una guida pratica». Il libro contiene 630 ricette, che ci permettono di farci un'idea sufficientemente chiara e completa dello “stile gastronomico” d'e' Gnaf. Si tratta, per dirla in fretta, di una cucina che tenta un matrimonio fra le tradizioni romagnole e la cosiddetta “cucina internazionale”, codificata da Georges Auguste Escoffier, e diffusa negli hotel e nei ristoranti dove Ghinelli si era formato.

## Piatti con dedica
Da Escoffier deriva anche l'uso di dedicare i piatti a personaggi di riguardo. Troviamo così i filetti “alla Puccini”, “alla Mascagni” e “alla Toscanini”. Troviamo inoltre l'accoppiata di “Tournedos alla D’Annunzio” e “alla Duse”. Non manca neppure la dedica al futuro “uomo della Provvidenza”: il “Filetto di manzo alla Mussolini” è comunque un piatto signorile e raffinati sono anche i “Filetti di sogliole alla Rex Dux”. L'omaggio non passerà inosservato: e' Gnaf verrà convocato di tanto in tanto alla Rocca delle Camminate per cucinare per Mussolini e i suoi ospiti.

## Piatti romagnoli
Nel manuale compaiono anche le ricette di alcuni popolari piatti romagnoli: i passatelli, le tagliatelle, le lasagne verdi; sono invece assenti, stranamente, i cappelletti, sostituiti dai tortellini bolognesi. Ma è nel pesce che Ghinelli eccelle. Troviamo, fra le altre, le ricette del risotto con il pesce sampietro, con le telline, con la seppia, nonché quelle dei cefali ai ferri e del “Brodetto alla marinara”.